# Slow Down Baby
«Slow Down Baby» (с англ. — «Притормози, малыш!») — четвёртый сингл американской певицы Кристины Агилеры из её пятого студийного альбома Back to Basics (2006), выпущенный 24 июля 2007 года. В Австралии песня стала успешной, а в Латинской Америке сингл был выпущен только на радио.

## Информация о песне
Slow Down Baby написана Агилерой в соавторстве с Марком Ронсоном, Карой ДиаГарди, Раймондом Ангри, Уильямом Гуестом, М Рыцаря, Эдвардом Пэттоном, Глэдис Найтом, Марвина Бернарда, Майклом Харпером, и Кертисом Джексоном.
В песне использовано 2 семпла из песни «Window Raisin' Granny», исполненной Gladys Knight & the Pips и из песни «So Seductive» Tony Yayo.

## Список композиций
1. «Slow Down Baby» — 3:29
2. «Slow Down Baby» (Instrumental) — 3:28

## Чарты
| Чарт(2007)                              | Высшая позиция |
| --------------------------------------- | -------------- |
| Австралия (ARIA)                        | 21             |
| New Zealand Airplay (Recorded Music NZ) | 38             |